# Maidstone (Kent)

Maidstone, (engleski: mẹi'dstən) je grad i općina (okrug), upravna i povijesna županija te administrativni centar grofovije Kent, jugoistočna Engleska. Smješten je na rijeci Medway, 61 km jugoistočno od Londona. Uglavnom ruralna oblast okružuje sam grad i obuhvaća veliko područje središnjeg Kenta.
Rijeka Medway prolazi središtem grada, povezujući ga s Rochesterom i estuarijem Temze. Povijesno je veliki dio gradske trgovine bio oslonjen na rijeku Medway pa je bio poznat kao poljoprivredno središte grofovije Kent, poznate i kao Vrt Engleske.

## Etimologija toponima
Naziv toponima Maidston izveden je od saksonske riječi Maeidesstane. U Knjizi Sudnjeg dana iz 1086. godine naveden je naziv prema staroengleskom jeziku medestan, meddestana složenice nastale od ranijih riječi mægdan + stane („djevičanski kamen“). U konačnici je iz staroengleskog mægden + stan ili mægð + stan koji su kroz povijest, promjenom oblika, postali ekvivalent složenici maid(en) + stone = Maidstone koji se koristi od 1610. godine.

## Povijest
Nalazi iz neolitskog doba otkrili su najranije naseobine na ovom području, dok su Rimljani, na što su ukazale arheološke iskopine ostataka vila, kao i ceste koja je prolazila kroz grad, ostavili dokaze o svome boravku u gradu.
Normani su se nakon pobjede kod Hastingsa 1066. godine, također i ovdje naselili. Uspostavili su svoju vlast, ali su prihvatili i nastavili prakticirati metode rada okružnog suda (Shire court ili  Shire moot), a 1085. godine uveli su promjene u zakonodavstvu te napisali imovinski katastar pod nazivom Knjiga Sudnjeg dana, a tradicionalne shires, koje su ustvari bile autonomne administrativne regije, izravnije su podvrgnute središnjim vlastima, dok su crkvenu hijerarhiju povezali s državom te donijeli program gradnje i utvrđivanja u Engleskoj. Svrha Okružnog suda (Shire court) je bila održavanje reda i mira na lokalnoj razini dok je istovremeno obavljala razne administrativne funkcije, uključujući prikupljanje poreza za središnju vladu. 
U to su vrijeme vjerske organizacije osnovale opatiju u Boxleyu u čijem sastavu je bio cistercitski samostan, te bolnice i fakultet za svećenike. Današnje predgrađe Maidstona koje se zove Penenden Heath bilo je mjesto pogubljenja u srednjovjekovno doba.
U vrijeme pisanja Knige Sudnjeg Dana Maidstone je bio poznat po proizvodnji soli, ribolovu jegulje te mljevenju brašna. Cijeli kraj je pripadao nadbiskupu Canterburyja. Kao rezidencija normanskih nadbiskupa Canterburyja, sve do Reformacije, naselje je naraslo u tržišni grad koji je dobio niz povelja, a posljednja je dodijeljena 1747. godine. 

### Seljačka buna
Maidstone je imao ključnu ulogu tijekom Seljačke bune iz 1381. godine. Tu je bio zatočen pobunjeni svećenik John Ball koga su oslobodili pobunjenici iz Kenta pod zapovjedništvom Wat Tylera za kojeg se veruje da je bio stanovnik grada.

### Maidstone dobiva status grada
Povelja kojom je Maidstone dobio status grada dodijeljena je 1549. godine. Iako je bila nakratko opozvana, novom poveljom od 1551. godine grad je dobio status općine. Povelja je ratificirana 1619. godine za vrijeme kralja Jakova I., pa je dobio i grb koji je na sebi imao zlatnog lava i prikaz rijeke. Nedavno je tome grbu dodana glava bijelog konja (predstavlja Invictu, moto grofovije Kent) te zlatnom lavu pridružen iguanodon. Iguanodon se odnosi na otkriće fosiliziranih ostataka tog dinosaura u 19. stoljeću, koji se danas nalaze u Prirodoslovnom muzeju u Londonu. Od 1604. godine Maidstone je stekao pravo na gradski zatvor. 

### Engleski građanski rat
Tijekom engleskog građanskog rata (1642. – 1651.), kod Maidstona se 1. lipnja 1648. godine odigrala bitka koja je rezultirala pobjedom parlamentaraca (Roundheads) nad rojalistima koji su podržavali kralja Karla I. Andrew Broughton, koji je imenovan gradonačelnikom Maidstonea u studenom 1648. godine, bio je i službenik suda na Visokom sudu za suđenje engleskom kralju Karlu I., te bio odgovoran za proglašenje njegove smrtne presude. Danas se u središtu grada Maidstone nalazi spomen-ploča koja podsjeća na Broughtona kao "gradonačelnika i ubojicu kralja".

## Proizvodnja papira
U Maidstoneu su cvjetale tvornice papira, vađenje kamena, pivarstvo i tekstilna industrija. Proizvođač papira James Whatman i njegov sin izumili su pergamentni papir (Whatman ili wowe papir) u tvornici Turkey Mill, Boxley (u naravi originalno stupa) iz 1740. godine, što je važan doprinos razvoju i povijesti tiskarstva. Proizvodnja pergamentnog papira brzo se proširila na druge tvornice papira u Engleskoj, a razvijala se i u Francuskoj i Americi. Sve se to odvijalo više od decenije prije nego što je izumljen stroj koji je zamijenio ručnu izradu papira. Danas se više od 99% svjetskog papira izrađuje na ovaj način.

## Gradovi prijatelji
Maidstone ima ugovor o prijateljstvu s gradom Beauvais u regiji Pikardiji u Francuskoj.
Odbor se sastaje svakog mjeseca i organizira godišnja putovanja na Festival Jeanne Hachette u Beauvaisu. Također se održava godišnji sportski vikend, a Maidstone i Beauvais naizmjence su domaćini događaja.

## Galerija
- Crkva Svih svetih
- jezerce prijašnje mlinice na rijeci Len.
- Donji Crisbrook mlin, jezerce i Gornji Crisbrook mlin.
- Fremlin Walk
- Jelen, autor Edward Bainbridge Copnall, izvan centra Lockmeadowa
- Muzej Maidsonea
- The Exchange kazalište